# 科爾日哈 (基輔州)
49°31′6″N 29°33′43″E / 49.51833°N 29.56194°E
科爾日哈（羅馬化：Korzhykha）是位於烏克蘭北部的村莊，由基辅州白采爾克瓦區的沃洛達爾卡市鎮負責管轄。該村面積0.25平方公里，海拔高度225米，2001年人口40，人口密度每平方公里159.4人。